# Kabinet-Gerbrandy III
Het kabinet-Gerbrandy III (ook bekend als London IV) was een van de vier Londense kabinetten die tijdens de Tweede Wereldoorlog de Nederlandse regering in ballingschap vormden, die gezeteld waren in Londen.
Het kabinet Gerbrandy-III ontstond nadat in januari 1945 de SDAP-ministers hun ontslag hadden aangeboden. Dit kabinet bood na de Bevrijding op 5 mei 1945 zijn ontslag aan, om de weg vrij te maken voor de eerste naoorlogse regering.

## Bijzonderheden
Het kabinet regeerde nog vanuit Londen, maar enkele ministers, onder wie Beel, verbleven al enige tijd in het bevrijde Nederland (in Oisterwijk). Een belangrijk deel van de bestuurstaken in het bevrijde deel van Nederland werden onder verantwoordelijkheid van de minister van Oorlog uitgeoefend door het Militair Gezag, onder leiding van generaal Kruls.
Minister Beel kwam met een Tijdelijke regeling voor de gemeentelijke en provinciale besturen na de oorlog. Er kwamen noodgemeenteraden, die door een apart plaatselijk kiescollege werden benoemd.

## Ambtsbekleders
| Ambtsbekleders | Ambtsbekleders                                | Ambtsbekleders                                                | Ministers / Ministerie               | Ministers / Ministerie                                            | Termijn                                      | Partij       |
| -------------- | --------------------------------------------- | ------------------------------------------------------------- | ------------------------------------ | ----------------------------------------------------------------- | -------------------------------------------- | ------------ |
|                | P.S. (Pieter) Gerbrandy                       | mr.dr. P.S. (Pieter) Gerbrandy (1885–1961)                    | Voorzitter                           | Voorzitter                                                        | 3 september 1940 – 25 juni 1945              | ARP          |
| Minister       | P.S. (Pieter) Gerbrandy                       | mr.dr. P.S. (Pieter) Gerbrandy (1885–1961)                    | Algemene Oorlogvoering               | 21 mei 1942 – 25 juni 1945                                        |                                              | ARP          |
| Minister       | P.S. (Pieter) Gerbrandy                       | mr.dr. P.S. (Pieter) Gerbrandy (1885–1961)                    | Justitie                             | 23 februari 1945 – 25 juni 1945                                   |                                              | ARP          |
|                | L.J.M. (Louis) Beel                           | mr.dr. L.J.M. (Louis) Beel (1902–1977)                        | Minister                             | Binnenlandse Zaken                                                | 23 februari 1945 – 15 september 1947         | RKSP         |
|                | E.N. (Eelco) van Kleffens                     | mr. E.N. (Eelco) van Kleffens (1894–1983)                     | Minister                             | Buitenlandse Zaken                                                | 10 augustus 1939 – 1 maart 1946              | O (Liberaal) |
|                | G.W.M. (Gerardus) Huysmans                    | dr. G.W.M. (Gerardus) Huysmans (1902–1948)                    | Minister                             | Financiën                                                         | 23 februari 1945 – 25 juni 1945              | RKSP         |
|                | J.H. (Hans) Gispen                            | J.H. (Hans) Gispen (1905–1968)                                | Minister                             | Handel, Nijverheid en Landbouw                                    | 23 februari 1945 – 25 juni 1945              | ARP          |
|                | J.M. (Jim) de Booy                            | J.M. (Jim) de Booy (1885–1969)                                | Minister                             | Scheepvaart en Visserij                                           | 31 mei 1944 – 25 juni 1945                   | O (Liberaal) |
| Minister       | J.M. (Jim) de Booy                            | J.M. (Jim) de Booy (1885–1969)                                | Marine                               | 23 februari 1945 – 3 juli 1946                                    |                                              | O (Liberaal) |
| Minister       | J.M. (Jim) de Booy                            | J.M. (Jim) de Booy (1885–1969)                                | Oorlog                               | 23 februari 1945 – 4 april 1945 (waarnemend)                      |                                              | O (Liberaal) |
| Minister       |                                               | J.E. (Jan) de Quay                                            | Oorlog                               | dr. J.E. (Jan) de Quay (1901–1985)                                | 4 april 1945 – 25 juni 1945                  | RKSP         |
|                | F.C.M. (Frans) Wijffels                       | ir. F.C.M. (Frans) Wijffels (1899–1968)                       | Minister                             | Sociale Zaken                                                     | 23 februari 1945 – 25 juni 1945              | RKSP         |
|                | G. (Gerrit) Bolkestein                        | G. (Gerrit) Bolkestein (1871–1950)                            | Minister                             | Onderwijs, Kunsten en Wetenschappen                               | 10 augustus 1939 – 25 juni 1945              | VDB          |
|                | F.C.M. (Frans) Wijffels                       | ir. F.C.M. (Frans) Wijffels (1899–1968)                       | Minister                             | Waterstaat                                                        | 23 februari 1945 – 4 april 1945 (waarnemend) | RKSP         |
|                |                                               | ir. Th.Ph. (Theo) Tromp (1903–1984)                           | Minister                             | Waterstaat                                                        | 4 april 1945 – 25 juni 1945                  | O (Liberaal) |
|                | J.I.J.M. (Josef) Schmutzer                    | dr. J.I.J.M. (Josef) Schmutzer (1882–1946)                    | Minister                             | Overzeese Gebiedsdelen                                            | 23 februari 1945 – 25 juni 1945              | RKSP         |
| Ambtsbekleder  | Ambtsbekleder                                 | Ambtsbekleder                                                 | Minister / Portefeuille / Ministerie | Minister / Portefeuille / Ministerie                              | Termijn                                      | Partij       |
|                | E.F.M.J. (Edgar) baron Michiels van Verduynen | mr. E.F.M.J. (Edgar) baron Michiels van Verduynen (1885–1952) | Minister                             | • Vervangend minister van Buitenlandse Zaken (Buitenlandse Zaken) | 1 januari 1942 – 25 juni 1945                | O (Liberaal) |

Geen onderdeel van het Kabinet, maar een belangrijke uitvoerende functie:
| Militair Gezag | Militair Gezag                                            | Militair Gezag                                                                                             | Militair Gezag           | Militair Gezag              | Termijn                              | Krijgsmacht            |
| -------------- | --------------------------------------------------------- | --- | ------------------------ | --------------------------- | ------------------------------------ | ---------------------- |
|                | B.L.F.E.J.C.K.G.P. prins (Bernhard) van Lippe-Biesterfeld | generaal / luitenant–admiraal z.k.h. B.L.F.E.J.C.K.G.P. prins (Bernhard) van Lippe-Biesterfeld (1911–2004) | Bevelhebber              | Binnenlandse Strijdkrachten | 3 september 1944 – 13 september 1945 | Landmacht Marine       |
|                | H.J. (Henk) Kruls                                         | generaal–majoor mr. H.J. (Henk) Kruls (1885–1952)                                                          | Chef Staf Militair Gezag | Nederlandse krijgsmacht     | 3 september 1944 – 1 januari 1946    | Landmacht (Artillerie) |

Schimmelpenninck ·
De Kempenaer-Donker Curtius ·
Thorbecke I ·
Van Hall-Donker Curtius ·
Van der Brugghen ·
Rochussen ·
Van Hall-Van Heemstra ·
Van Zuylen van Nijevelt-Van Heemstra ·
Thorbecke II ·
Fransen van de Putte ·
Van Zuylen van Nijevelt ·
Van Bosse-Fock ·
Thorbecke III ·
De Vries-Fransen van de Putte ·
Heemskerk-Van Lynden van Sandenburg ·
Kappeyne van de Coppello ·
Van Lynden van Sandenburg ·
Heemskerk Azn. ·
Mackay ·
Van Tienhoven ·
Röell ·
Pierson ·
Kuyper ·
De Meester ·
Heemskerk ·
Cort van der Linden ·
Ruijs de Beerenbrouck I ·
Ruijs de Beerenbrouck II ·
Colijn I ·
De Geer I ·
Ruijs de Beerenbrouck III ·
Colijn II ·
Colijn III ·
Colijn IV ·
Colijn V ·
De Geer II ·
Gerbrandy I ·
Gerbrandy II ·
Gerbrandy III ·
Schermerhorn-Drees ·
Beel I ·
Drees-Van Schaik ·
Drees I ·
Drees II ·
Drees III ·
Beel II* ·
De Quay ·
Marijnen ·
Cals ·
Zijlstra* ·
De Jong ·
Biesheuvel I ·
Biesheuvel II* ·
Den Uyl ·
Van Agt I ·
Van Agt II ·
Van Agt III* ·
Lubbers I ·
Lubbers II ·
Lubbers III ·
Kok I ·
Kok II ·
Balkenende I ·
Balkenende II ·
Balkenende III* · 
Balkenende IV ·
Rutte I ·
Rutte II · 
Rutte III ·
Rutte IV ·  
Schoof

* rompkabinet